# Planteuse

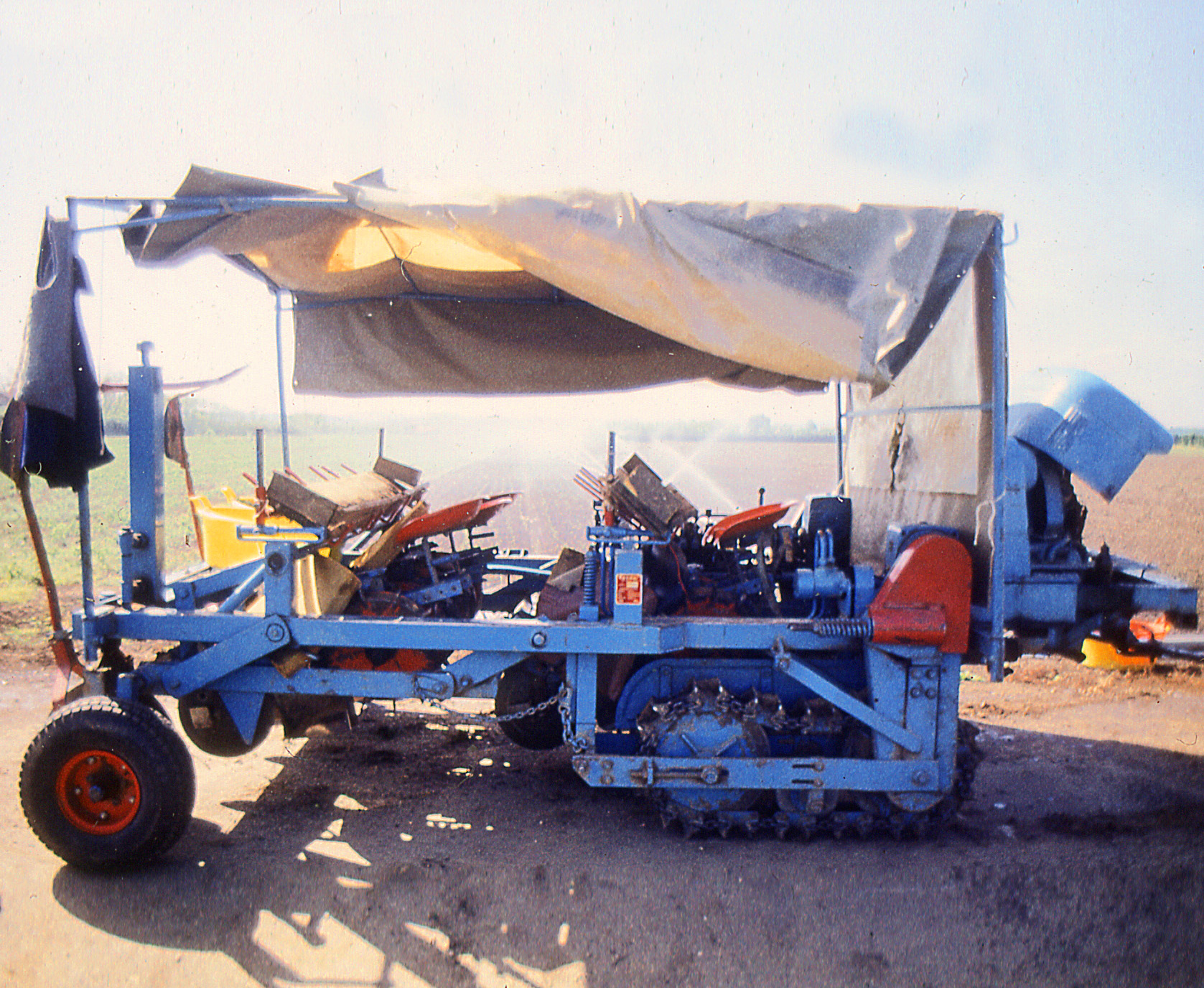
Planteuse polyvalente semi-automatique Monosem Super-Prefer, Serbie, 2019.

Une planteuse est une machine destinée aux plantations mécaniques des plantes à racines nues ou en mottes et plus généralement de  « plants », c'est-à- dire d'organes végétatifs reproducteurs (tubercule, rhizome, bulbe, corme, stolon etc.).
Le terme de repiqueuse est davantage utilisé pour la plantation des plants racinés mais il s'agit bien du même type de machines. Comme elles sont très souvent polyvalentes, on parle aussi de planteuse-repiqueuse.
Une transplanteuse est une machine capable d'arracher un plant d'arbre de plusieurs années voire un petit arbre, avec sa motte racinaire, et de le reposer dans un trou de plantation (mais en anglais le terme de transplanter s'applique à tous les types de planteuses).
L'usage d'une planteuse permet un gain de temps considérable par rapport aux méthodes de repiquage manuelles et diminue la pénibilité du travail.

## Description
Une planteuse peut être tirée par un animal de trait, portée ou semi-portée par un tracteur. Les modèles multirangs importants comportent des systèmes entraînés par la prise de force du tracteur ou son système hydraulique et de plus en plus par assistance électrique, ce qui évite la transmission de mouvement par d'encombrantes chaînes sur pignons. Il existe quelques modèles de machines automotrices.
Les  éléments essentiels d'une planteuse sont :
- Un chassis attelable sur lequel est fixé chaque élément semeur, des roues permettant un contrôle approché du terrage et l'horizontalité de la machine ; la distance entre chaque élément semeur est réglable (distance entre rangs) et le nombre de rangs variable ; des dents décompacteuse des passages de roues de tracteur, des disques de maintien dans la voie et des traceurs du passage suivant peuvent être placés sur l'avant du chassis ;
- traditionnellement un système de transmission de mouvement à partir des roues pour entraîner les mécanismes semeurs ;
- les éléments semeurs
- Des distributeurs auxilliaires optionnels permettant la localisation d'engrais starter, d'insecticides sur le rang ou la réhumectation des plants.

Chaque élément semeur comporte :

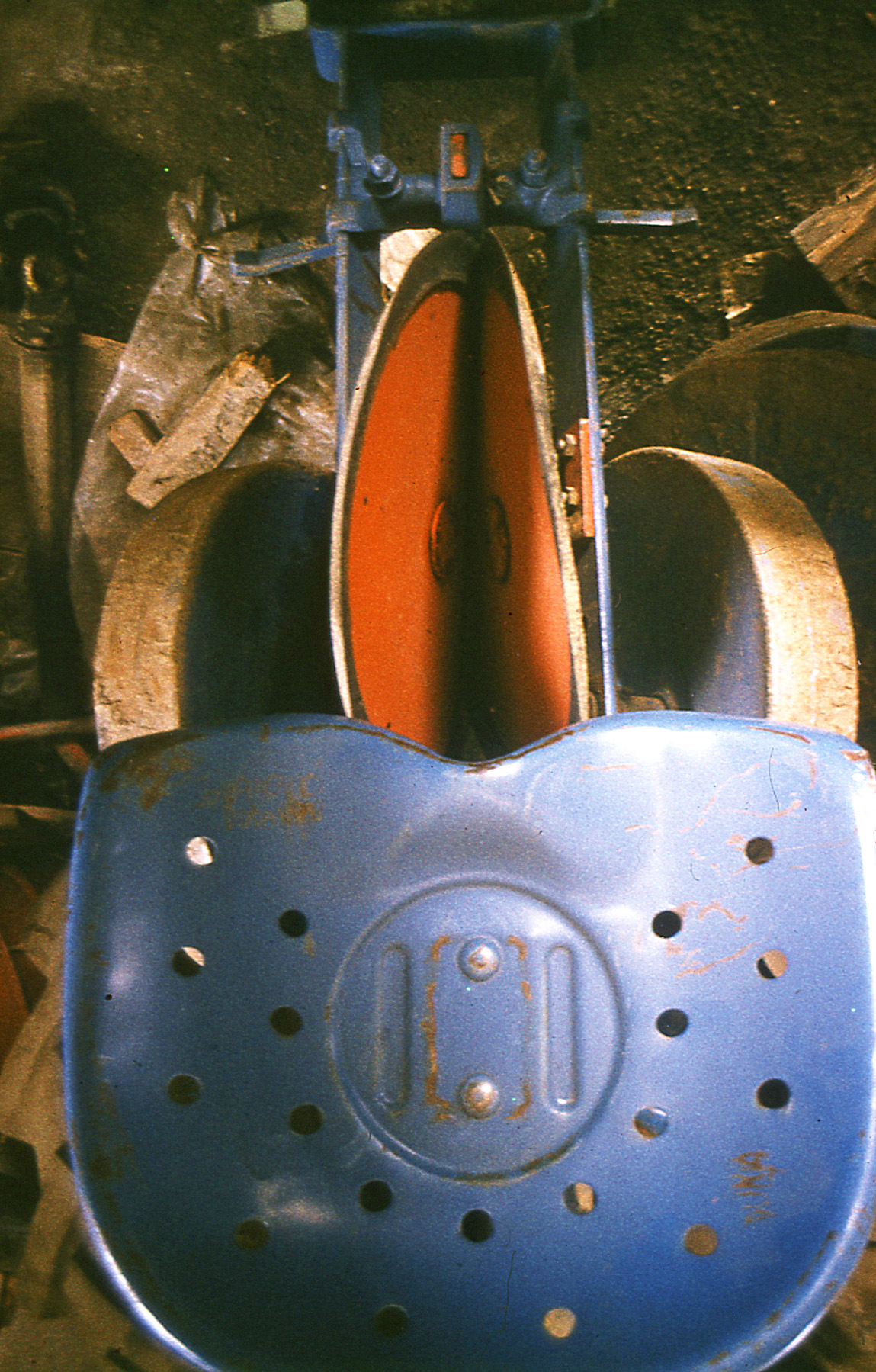
Vue de dessus d'un élément semeur à disques.

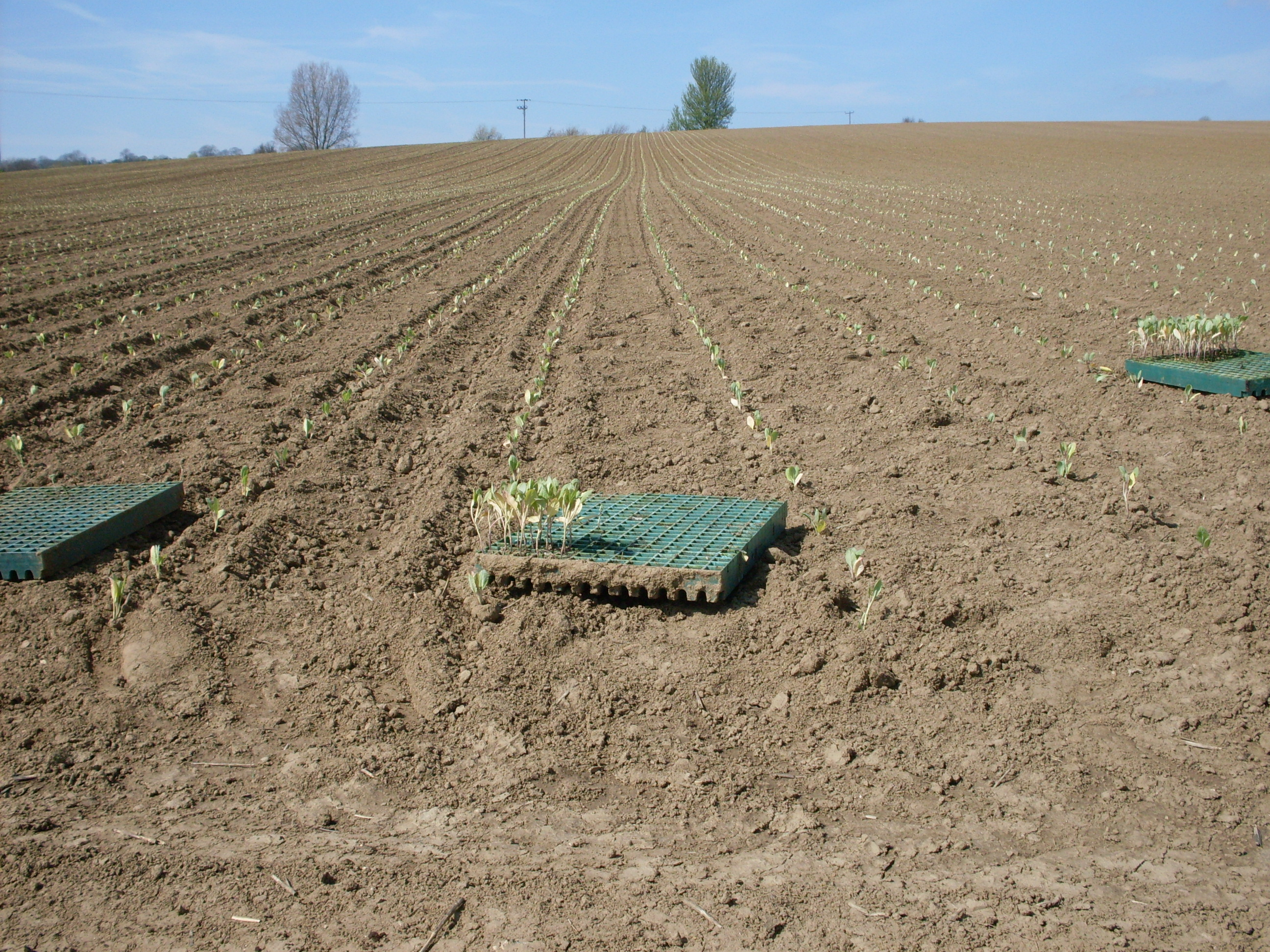
Rangs de choux juste repiqués et plateaux de plants.

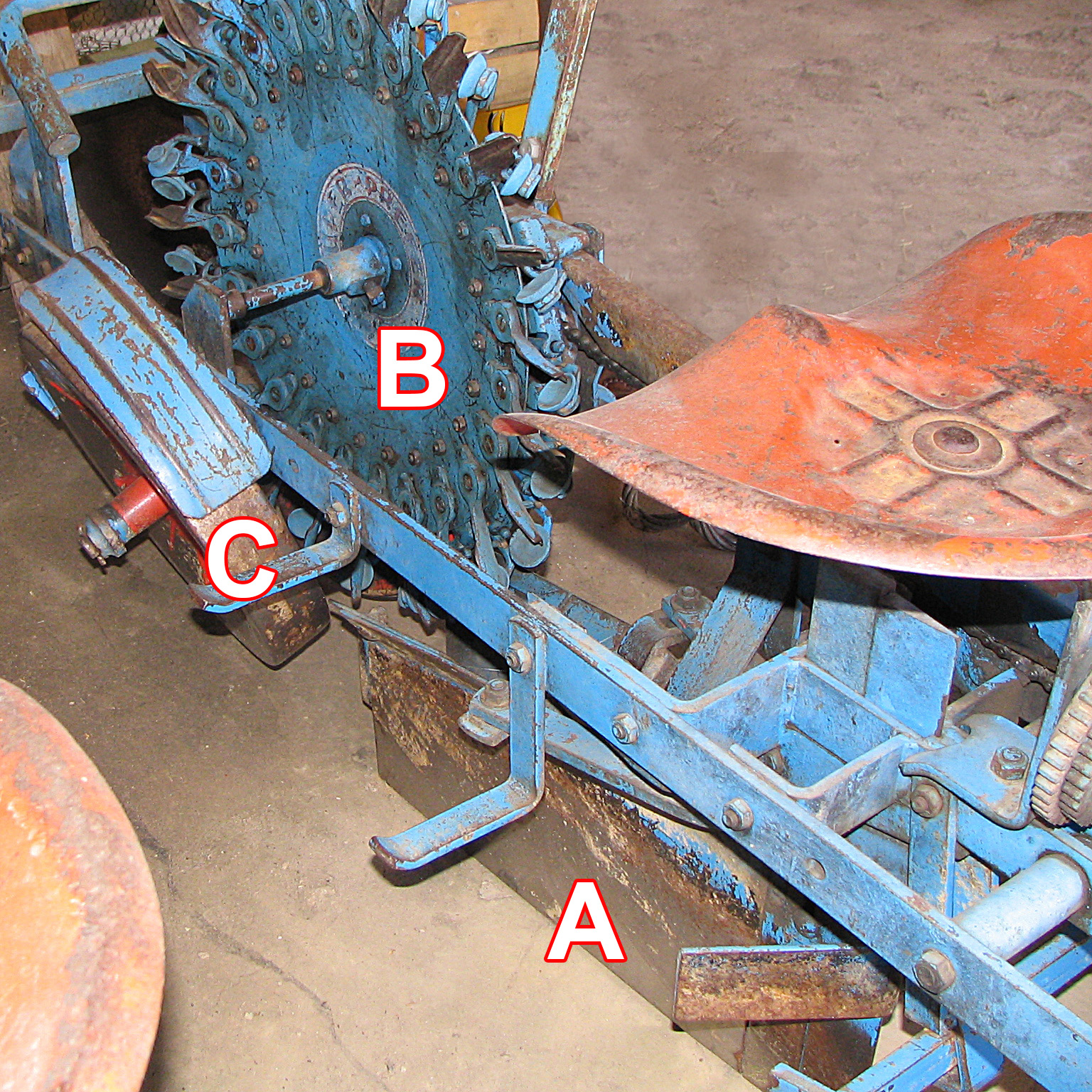
Vue d'un élément repiqueur (Monosem Super-Prefer) sur une machine ancienne. A : système ouvreur à socs. B : roue porteuse. C ; Distributeur rotatif des plants semi-automatique.

- Un soc ouvreur suivi de lames maintenant le sillon ouvert le temps d'y placer le plant ; le réglage de la hauteur du soc détermine la profondeur de plantation indépendamment du terrage ; le soc et les lames peuvent être remplacés par une paire de disques ;
- Le soc est éventuellement précédé de rasettes permettant d'écarter grosses mottes, pierres ou débris végéraux qui encombreraient le rang ;
- le mécanisme de transplantation ou distributeur rotatif, il doit être adapté à chaque type de semences ; il est entraîné par des roues porteuses (rarement des chenillettes) dont le réglage assure aussi le terrage précis ; un jeu de pignons ou une boîte de vitesses permet de régler la distance entre plants sur la ligne ;
- une trémie ou un système de gestion automatisé de plateaux pour les plants en attente ;

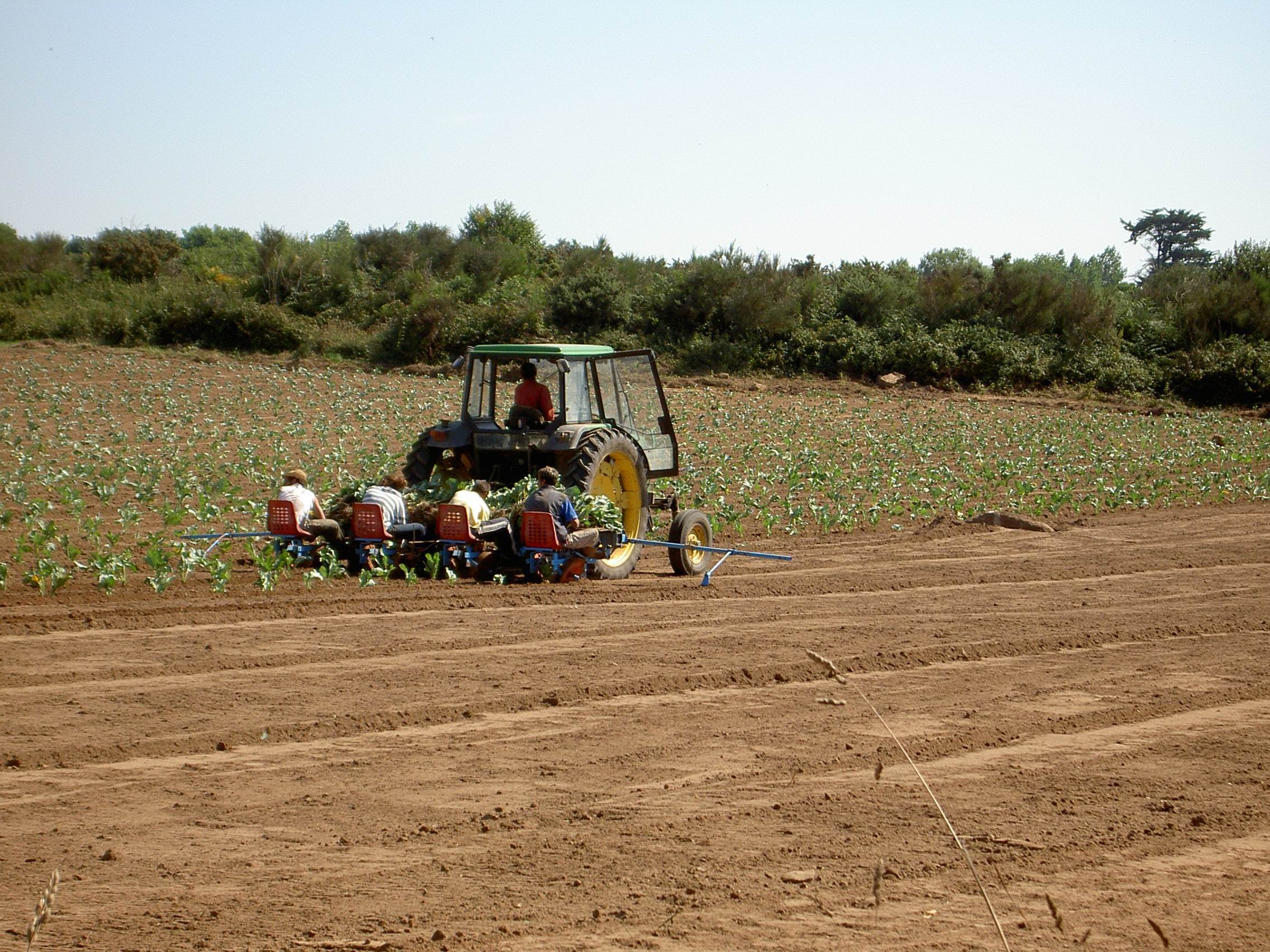
Repiquage d'œilletons d'artichauts avec un tracteur à roues étroites et une planteuse à quatre rangs équipée de traceurs. La mise en œuvre de la machine nécessite cinq personnes sans compter la préparation des œilletons, Bretagne, 2006.

- Repiquage d'œilletons  d'artichauts avec un tracteur à roues étroites et une planteuse à quatre rangs équipée de traceurs. La mise en œuvre de la machine nécessite cinq personnes sans compter la préparation des œilletons, Bretagne, 2006.un siège d'opérateur pour les machines semi-automatiques ;

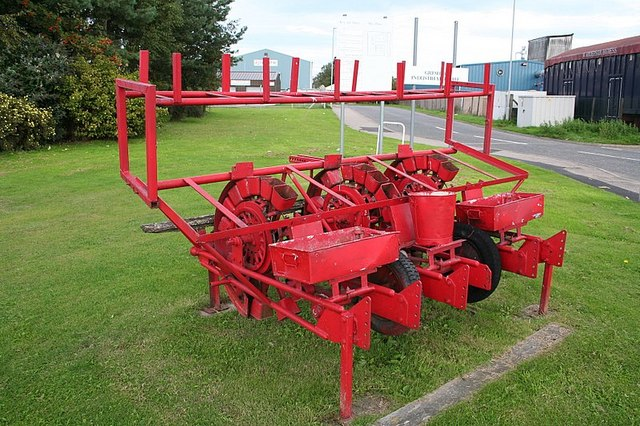
Planteuse à godets pour les plants en motte.

- Planteuse à godets pour les plants en motte.des roulettes de tassement assurant la fermeture du sillon ; elle peuvent être complétées par des rasettes, l'ensemble permettant alors un buttage sommaire.

## Planteuse maraîchère

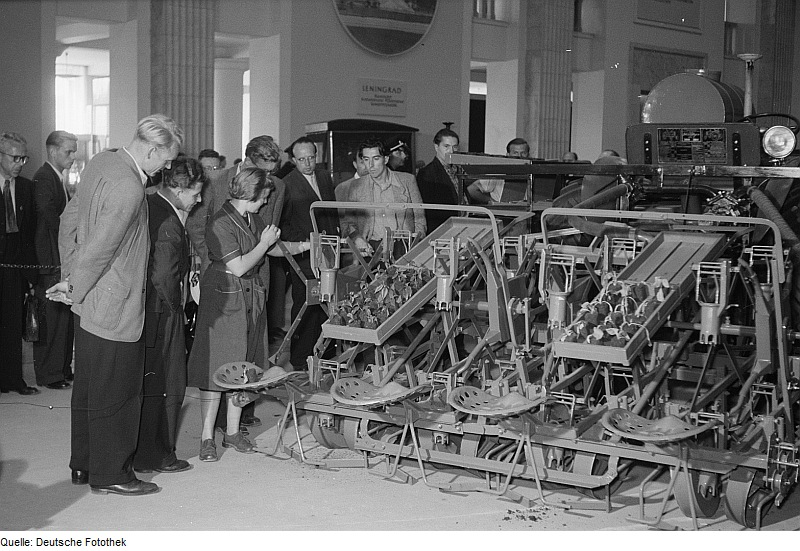
Présentation d'une machine soviétique, foire de Leipzig, 1954.

Les planteuses sont très utilisées en maraîchage, notamment pour les salades, poireaux, betteraves, artichauts, choux … Elles peuvent planter des plants à racine nues ou en godets avec des distributeurs spécifiques. Les oignons et bulbes doivent être plantés orientés dans le bon sens et nécessittent un équipement adapté. Les planteuses maraîchères sont souvent semi-automatiques, un opérateur présente chaque plant. Les machines automatiques comportent des systèmes sophistiqués : convoyeur-aligneur, extracteurs à disques ou à doigts, bandes enroulées de plants encollés … et les lots de plants doivent être très soigneusement préparés.

### Utilisation en cultures industrielles
La planteuse fut utilisée pour le repiquage des betteraves sucrières concurramment au semis en place suivi du démariage des plants, jusqu'à la mise au point des semences monogermes. Elle a été adaptée au repiquage du tabac qui intervient 8 à 10 semaines après la germination lorsque les plants ont 8 à 10 cm de hauteur.

### Importance historique des planteuses dans les exploitations de polyculture-élevage
Ce type de planteuse dans sa version simple à un ou deux rangs a été très utilisé de 1930 à 1970 environ pour repiquer choux et betteraves fourragères cultivés en culture dérobée ou principale. Machines bon marché et demandant peu de puissance (un cheval ou un tracteur de 15 chevaux suffisait), leur présence dans chaque exploitation d'élevage était assurée. Elles facilitaient encore la plantation de pommes de terre et poireaux pour l'autoconsommation. Dans les exploitations familiales, le repiquage, travail éreintant mais ne demandant pas trop de force était jusqu'alors réservé aux femmes. La planteuse allège considérablement leur travail. L'arrivée des semences monogermes de betterave et la généralisation de l'ensilage à la fin des années 1960 ont rendu ces machines obsolètes en polyculture. Elles ont cependant encore été équipées d'éléments semeurs monograines posés à la place du distributeur pour les semis de maïs.

## Planteuse de pommes de terre
Les planteuses de pomme de terre sont assez souvent des machines spécialisées mais sont en fait bien adaptées aux plantations réalisables à partir d'éclats de rhizomes ou d'organes végétatifs souterrains.

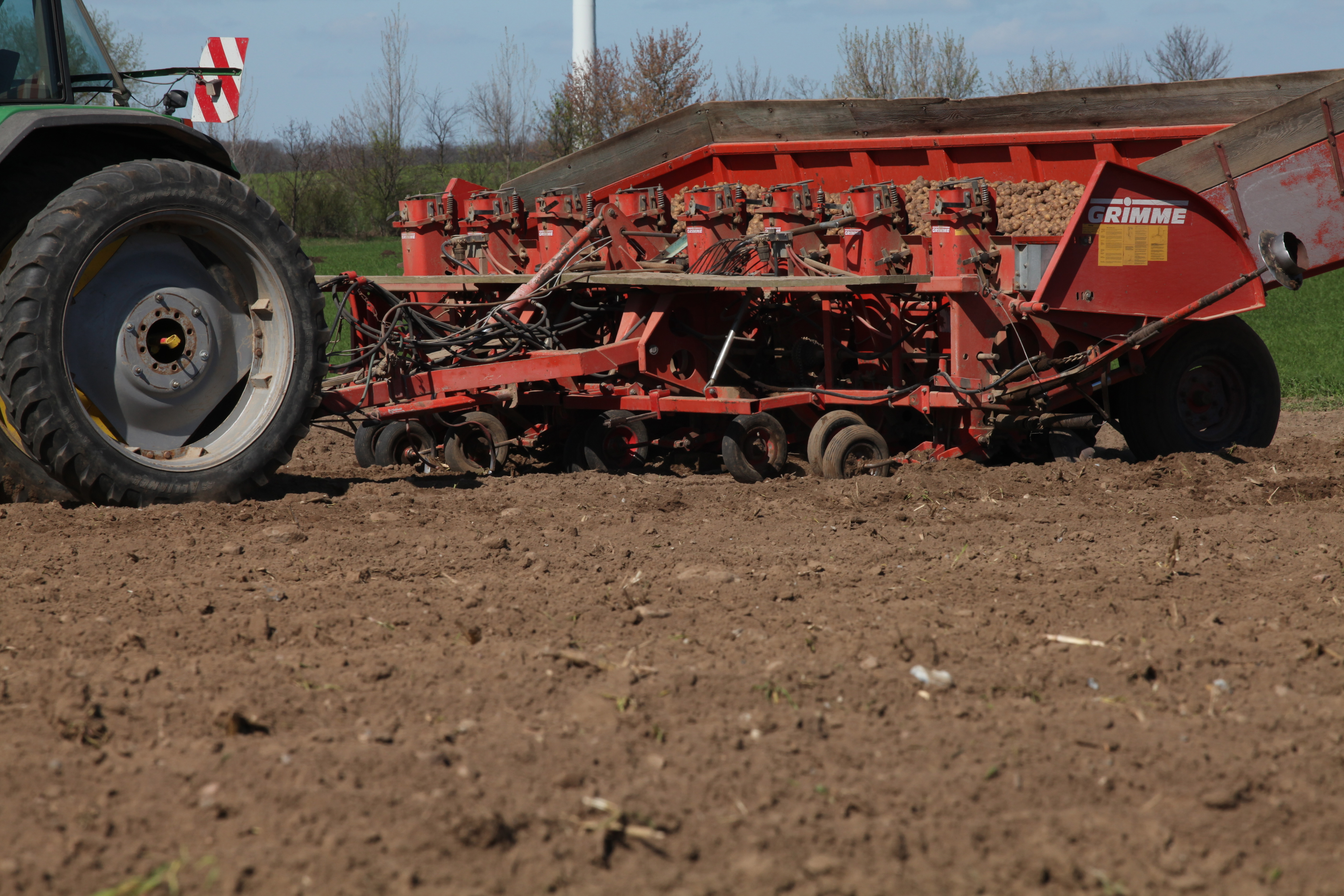
Une planteuse automatique moderne.
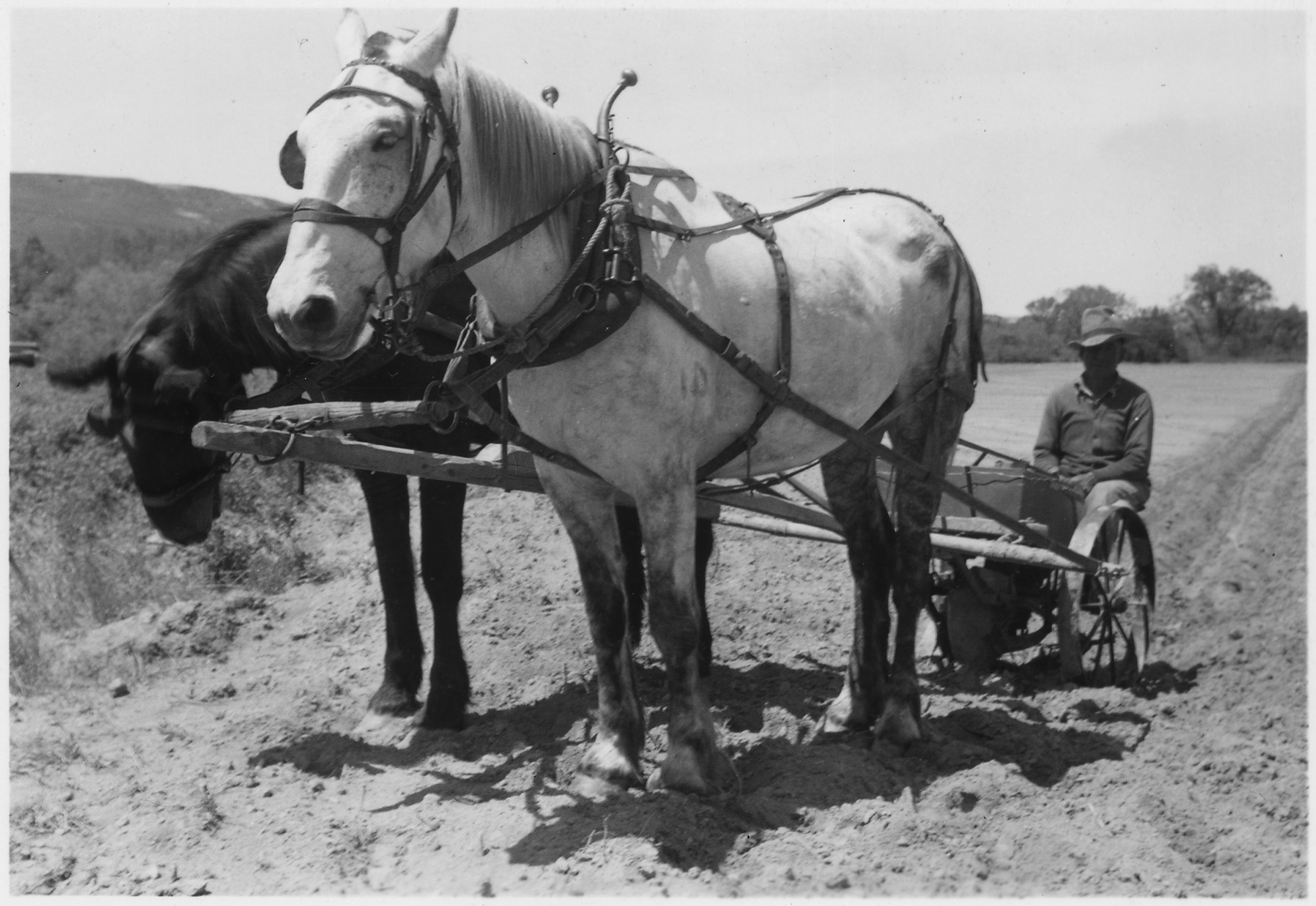
Planteuse à pommes de terre à traction animale (États-Unis, vers 1940).
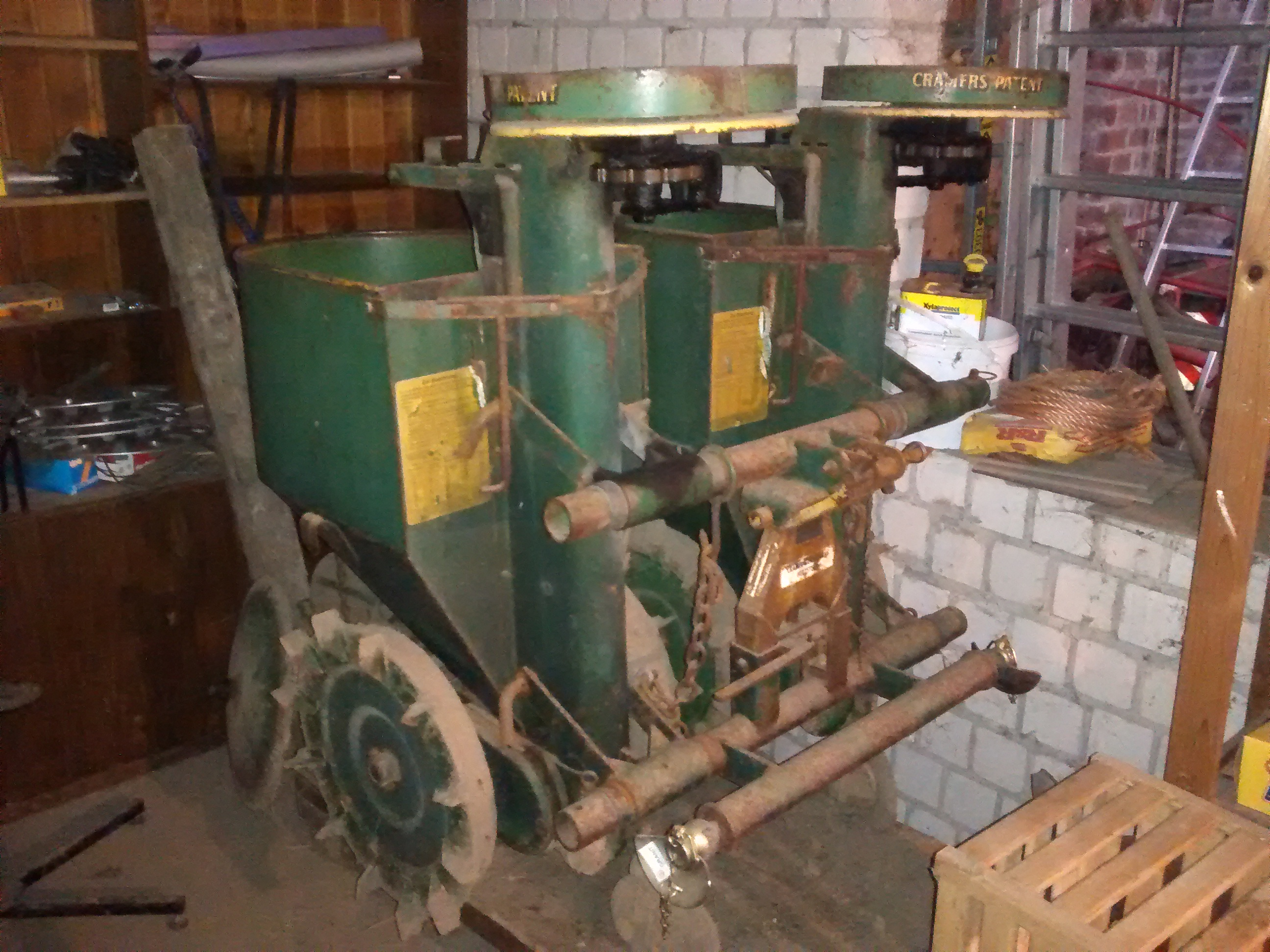
Planteuse de pommes de terre à deux rangs ancienne, portée pour tracteur.
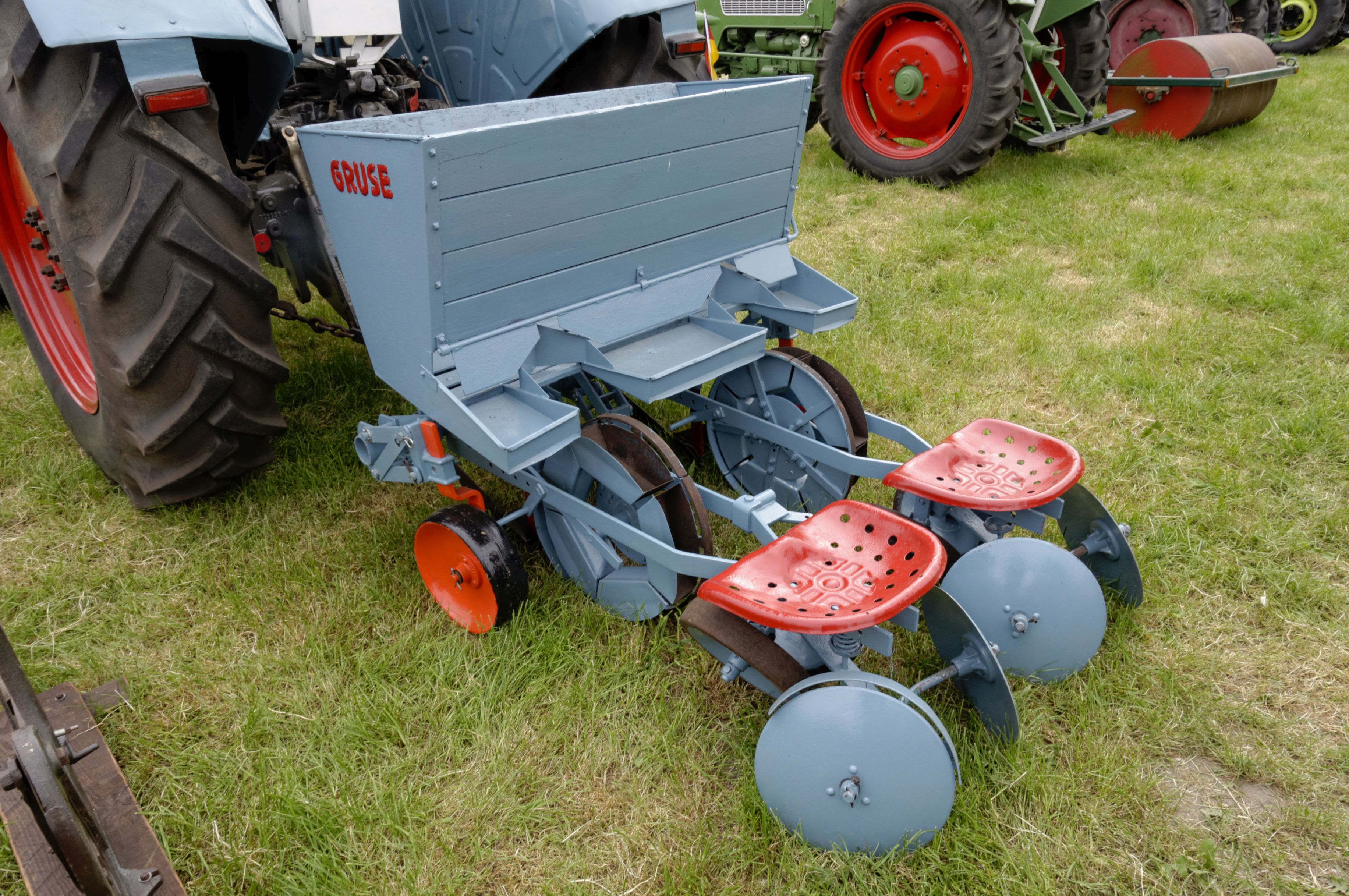
Planteuse à pommes de terre semi-automatique (employant 2 personnes derrière un tracteur).
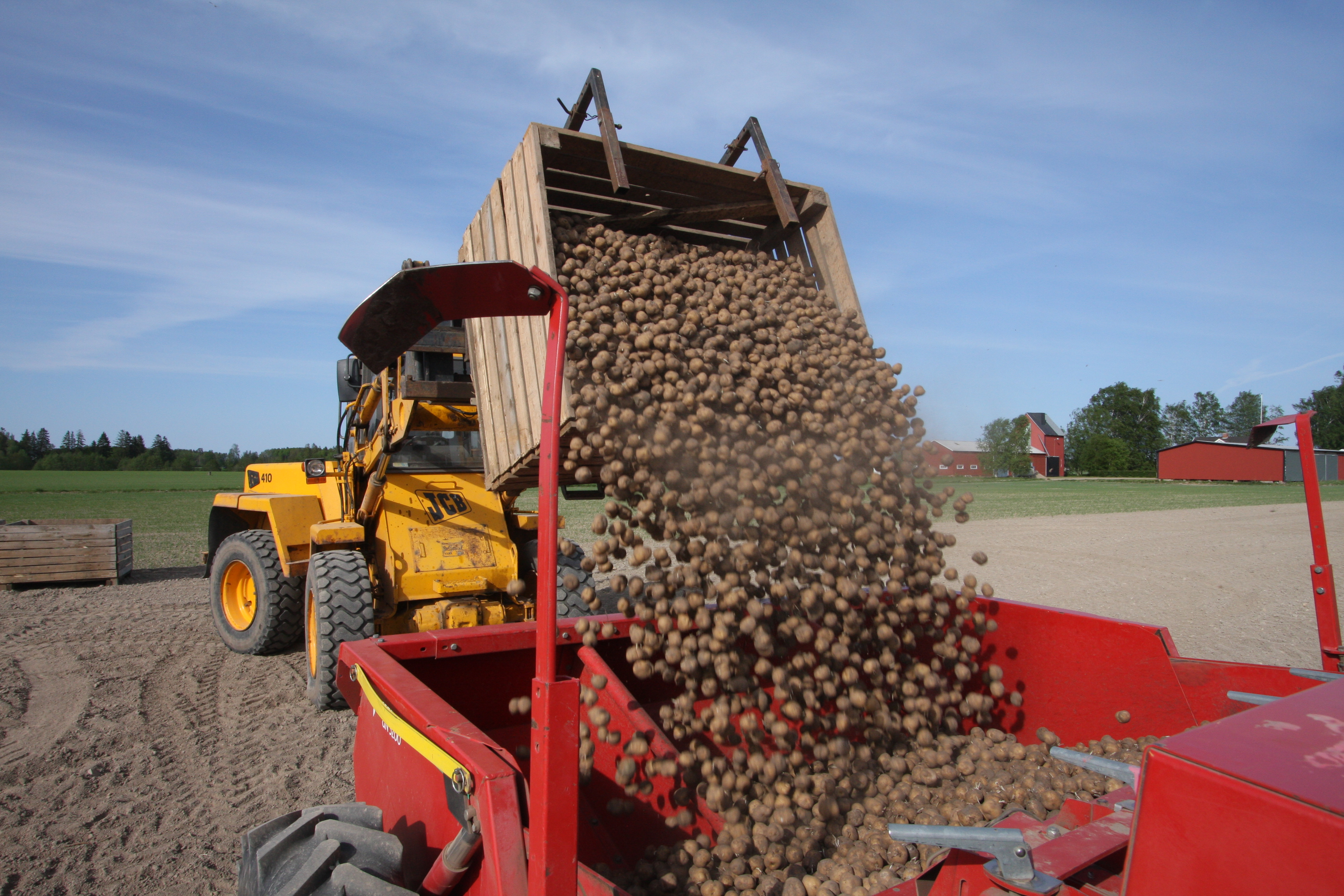
Remplissage de la trémie d'une planteuse moderne.

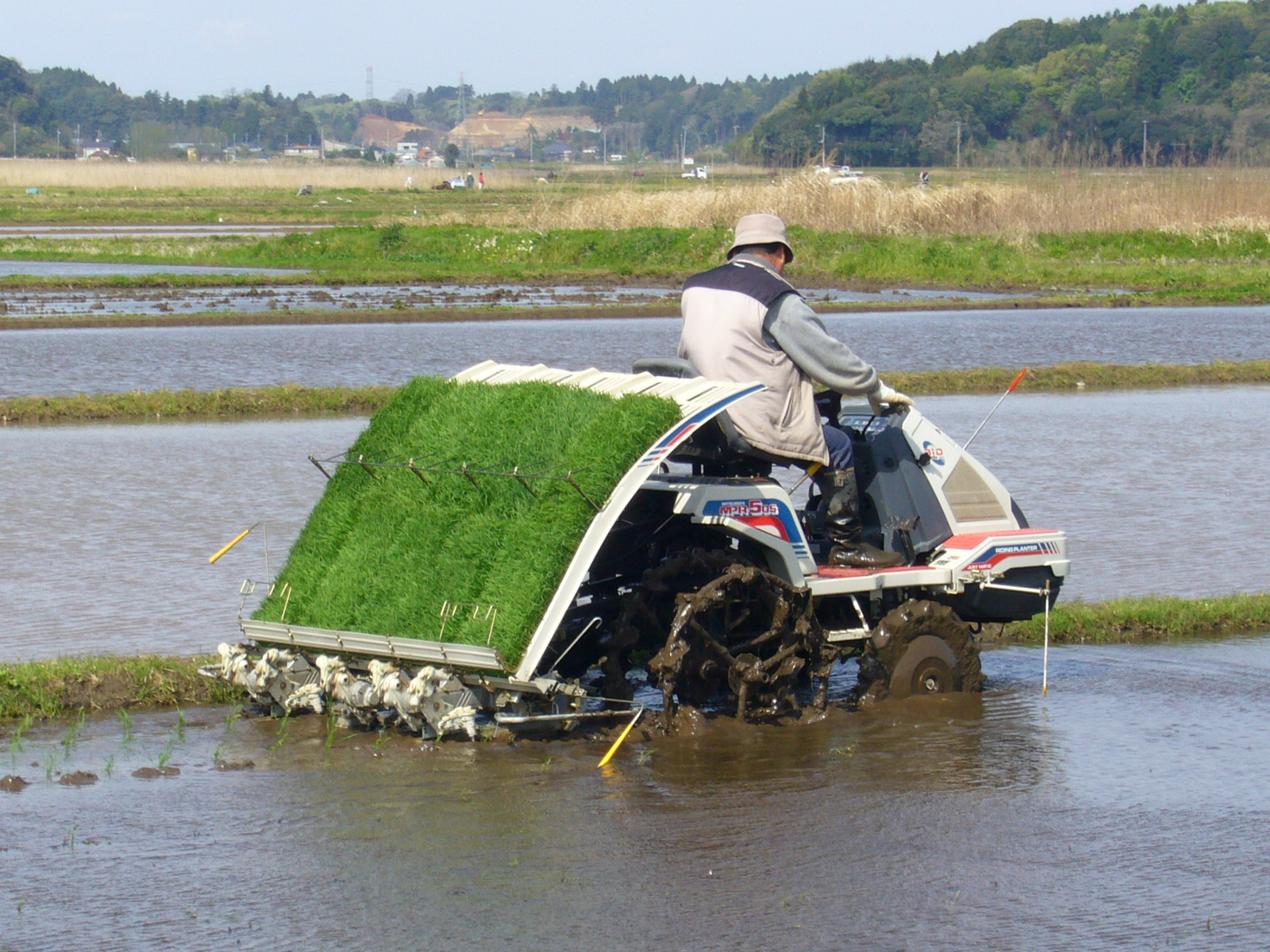
Planteuse-repiqueuse de riz automatique automotrice, Japon, 2007.

## Planteuse repiqueuse de riz

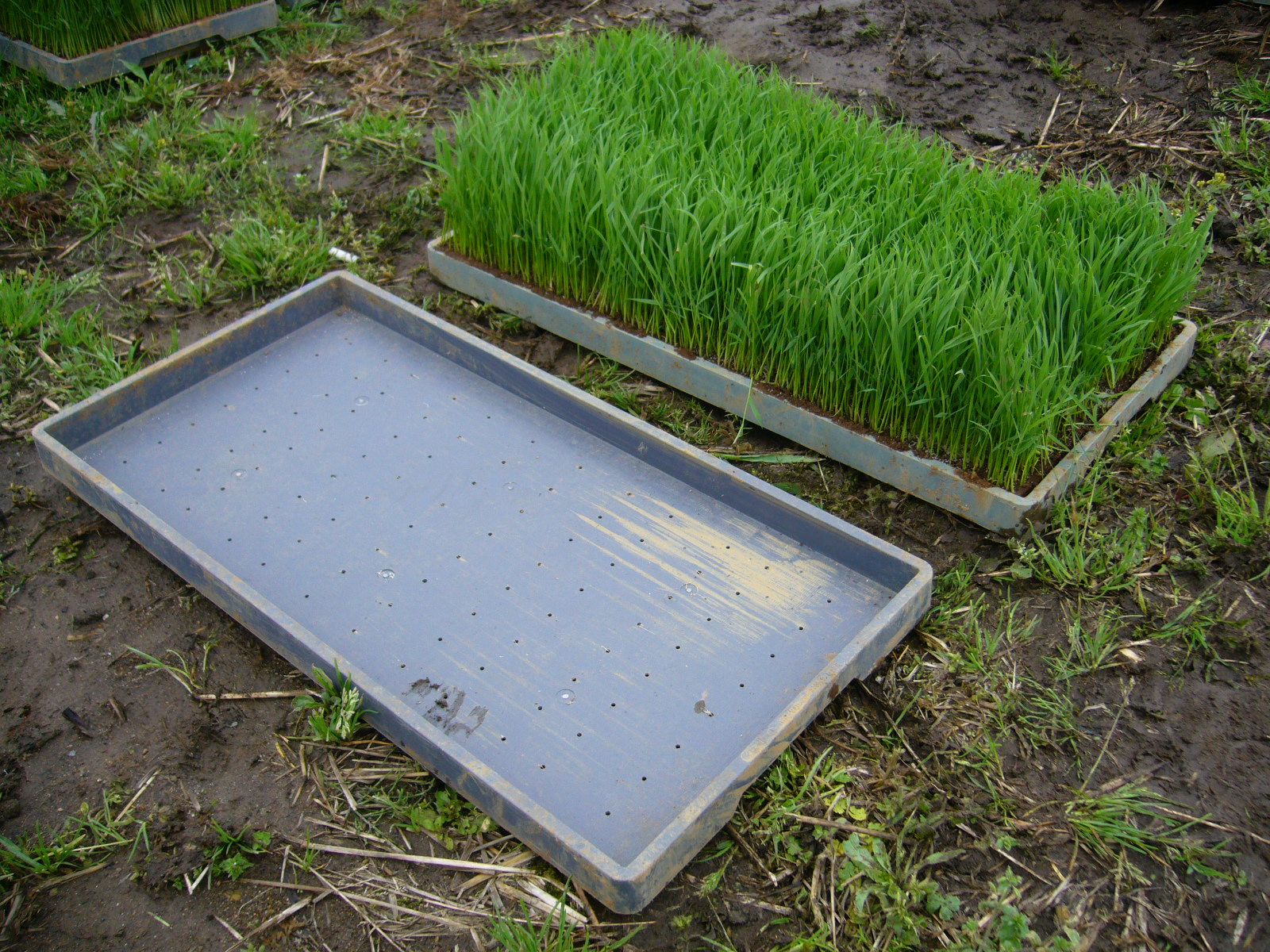
Plateau de plants de riz pour repiqueuse.

Ces machines automatiques sont communes au Japon  depuis les années 1960. Certaines proposent un siège pour l'opérateur (rider), d'autre doivent être suivies (walking machine). Elles sont aujourd'hui très répandues dans tout le Sud-Est asiatique.
Le riz peut aussi être semé directement en place mais le repiquage simplifie le contrôle des adventices et permet de gagner du temps pour obtenir deux ou trois récoltes par an, d'où son importance en Extrême-Orient.

## Planteuse forestière
Ces machines plus robustes sont idéales pour les boisements de terres agricoles (équipées d'un système pour l'ajout de mycorhizes dans le sol). Un autre avantage de la planteuse est d’accélérer la vitesse de plantation, ainsi les racines ne sèchent pas et le rendement est augmenté.
Les machines à reboiser sont utilisées dans les Landes (après la tempête Klaus).

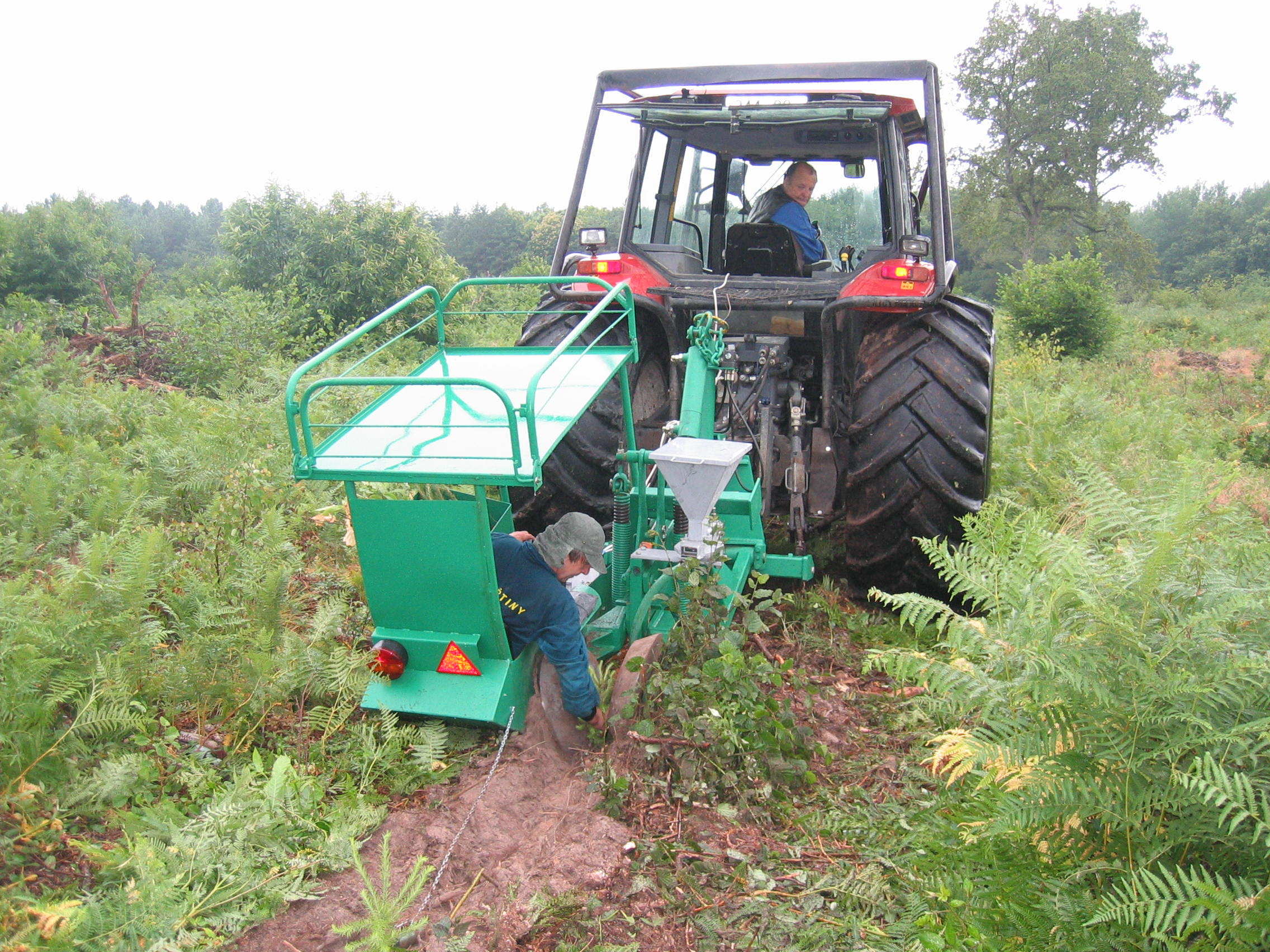
Planteuse forestière ; la dépose des plants espacés est effectuée manuellement, la machine est équipée d'un microgranulateur (en gris) France, 2004.

### Vidéographie
- Vidéo d'un planteuse
- Vidéo d'un machine à reboiser (planteuse) en sillon